# هيئة الطيران المدني الإسرائيلية
هيئة الطيران المدني (CAA أو CAAI والعبرية: רשות התעופה האזרחית، بالحروف اللاتينية: Rashut HaTe'ufa HaEzraḥit) هيئة الطيران الوطنية في إسرائيل.

## التاريخ
هيئة الطيران المدني هي سلطة قانونية تنظم الطيران في الدولة. تم تحويل إدارة الطيران المدني السابقة ، التي كانت إحدى إدارات وزارة النقل، إلى السلطة الحالية في 13 مايو 2005 باتباع الإرشادات المنصوص عليها في قانون هيئة الطيران المدني لعام 2005. يقع مكتبها الرئيسي في مبنى جولان هاوس في مجمع الأعمال بمدينة المطار بالقرب من مطار بن غوريون؛ قبل عام 2010 كان مكتبها الرئيسي في أرض المطار.
تشمل وظائفها تنظيم الطيران المدني وفقًا للقوانين واللوائح والاتفاقيات الدولية التي تكون إسرائيل طرفًا فيها، بالإضافة إلى تعزيز وتعزيز أهداف معينة مثل: ضمان أقصى مستوى من سلامة الطيران ومستوى مناسب من الخدمة من مقدمي خدمات الطيران، والحفاظ على شبكة أمان لشركات النقل الجوي الإسرائيلية، والامتثال البيئي، وتنفيذ السياسات الحكومية المتعلقة بالطيران المدني.
وشملت واحدة من جهود الهيئة في تقديم المشورة للكنيست خلال صياغة قانون الطيران من عام 2011 (חוק הטיס) - قطعة شاملة للتشريعات التي وضعت إطارا قانونيا واضحا لمعظم المسائل المتعلقة بالطيران في البلاد، والذي حل محل جهاز سابق قوانين ولوائح الطيران التي عفا عليها الزمن وأحيانًا غير مكتملة أو متضاربة، يعود بعضها إلى العصور الإلزامية.
يتولى مكتب رئيس المحققين داخل الهيئة التحقيق في حوادث الطائرات والوقائع الخطيرة ونشر تقارير عن تلك الحوادث والوقائع.
نظرًا للعدد الكبير من المشكلات الناجمة عن مشكلات الاتصال، أمرت هيئة الطيران المدني جميع الطيارين الإسرائيليين بإجراء اختبار في فهم أساسي للغة الإنجليزية، لكن جمعية طياري الطيران الإسرائيلية اعترضت على هذا الطلب.